# Вардар (гандбольный клуб)
«Вардар» (макед. Ракометен клуб «Вардар») — гандбольный клуб из македонского Скопье.

## История
Команда была основана в 1961 году в составе мультиспортивного клуба «Вардар», созданного в 1947 году. В чемпионате СФРЮ команда не играла важной роли, выступая во второй лиге. Но в связи с распадом Югославии и созданием чемпионата Республики Македонии команда оказалась в числе лидеров. Команда стала постоянным участником еврокубков, а также базой для сборной Республики Македонии. Команда трижды (1998-99, 2004-05, 2010-11) выходила в полуфинал Кубка обладателей Кубков и трижды (2013-14, 2014-15, 2015-16) — в четвертьфинал Лиги чемпионов.

## Достижения
- Чемпион Республики Македония (15) — 1998/99, 2000/01, 2001/02, 2002/03, 2003/04, 2006/07, 2008/09, 2012/13, 2014/15, 2015/16, 2016/17, 2017/18, 2018/19, 2020/21, 2021/22
- Вице-чемпион Республики Македония (6) — 1999/00, 2005/06, 2007/08, 2009/10, 2010/11, 2011/12
- Обладатель Кубка Республики Македония (16) — 1997, 2000, 2001, 2003, 2004, 2007, 2008, 2012, 2014, 2015, 2016, 2017, 2018, 2021, 2022, 2023
- Финалист Кубка Республики Македония (4) — 2006, 2009, 2010, 2013
- Лига чемпионов ЕГФ (2) — 2016/17, 2018/2019
- SEHA League (5) — 2011/12, 2013/14, 2016/17, 2017/18, 2018/19
- Кубок Белгазпромбанка (1) — 2013

## Состав
Сезон 2022/23

| Вратари - 1 Борко Ристовски - 12 Мартин Томовски Полусредние - 4 Томислав Ягуриновски - 11 Мартин Карапалевски - 28 Филип Талески - 33 Леонардо Дутра - 97 Марко Мишевски | Линейные - 5 Стоянче Стоилов - 7 Михаил Аларов - 18 Милан Лазаревски Крайние - 3 Деян Манасков - 9 Гоче Георгиевский - 14 Ян Чувара - 45 Дарко Джукич |

## Известные игроки
| - Стевче Алушовски - Бранислав Ангеловский - Горан Андоновский - Матьяж Брумен - Сергей Горбок - Ванчо Димовский - Ванчо Йовановский - Филип Лазаров - Блаженко Лацкович | - Деян Манасков - Пепи Манасков - Добривое Марковик - Наумче Мойсовский - Зоран Петковский - Алекс Дуйшебаев - Владимир Петрик - Неманья Прибак | - Алексей Растворцев - Любомир Савевский - Аце Станковский - Алем Тоскич - Михаил Чипурин - Милорад Кукоски - Александр Деревень - Тимур Дибиров |